# Черна Донка
Черна Донка, известна в България още като Донка пика, но в повечето страни само като ку̀пи, е игра на карти. Играе се със стандартна колода карти (с изключение на жокерите), като оригиналните правила на играта предвиждат участие на четирима души, но е възможно да варират от трима до шестима. Целта на играта е или да бъдат събрани възможно най-малко купи и да бъде избегната дамата пика, откъдето идва и името ѝ, или да бъдат събрани всички купи редом с дамата.

## Правила
Oткриват се вариации в правилата на играта.
Играта протича в четири рунда. В началото на всеки един от рундовете играчите получават по 13 карти и посочват три от тях, които да дадат на свой противник. Получаващият картите противник се определя по следния начин: в първия рунд картите отиват при лявостоящия играч, във втория – при дясностоящия, в третия – при отсрещния, а в четвъртия карти не се обменят. В случай че няма победител, тези рундове се повтарят.
Началото на рунда се поставя от онзи, който държи двойката спатия. На първа ръка не е позволено да се играе купа или дама пика; изиграването на купа на първа ръка е възможно единствено при отсъствие на друга боя. Взятката печели изигралият най-високата карта от искания цвят, отговарянето на който е задължително. При невъзможност за отговаряне може да се играе произволна карта. На ред да иска е спечелилият предходната взятка.
Особеност на играта е, че не е разрешено да се играе купа, ако не е изчистена поне една такава или дамата при някоя от предишните взятки (наречено разбиване на купите). Това е осъществимо само когато даден играч не може да отговори на исканата боя и решава да играе купа
Вaжно е да се отбележи, че в играта няма козове. Силата на картите във възходящ ред е, както следва:
- 2, 3, 4, 5, 6, 7, 8, 9, 10, J, Q, K, A

### Точкуване и финал
Дамата пика се равнява на 13 точки, а всяка купа се равнява на 1 точка. Събере ли някой всички купи заедно с дамата, всичките му противници получават по 26 точки, а самият той не получава никакви. Краят на играта идва, когато някой от играчите е достигнал или надхвърлил 100 точки. Победител е имащият най-малко точки.